# Лансдаун (Вірджинія)
Лансдаун (англ. Lansdowne) — переписна місцевість (CDP) в США, в окрузі Лаудун штату Вірджинія. Населення — 12 427 осіб (2020).

## Географія
Лансдаун розташований за координатами 39°5′7″ пн. ш. 77°29′1″ зх. д. / 39.08528° пн. ш. 77.48361° зх. д. (39.085272, -77.483736).  За даними Бюро перепису населення США в 2010 році переписна місцевість мала площу 10,56 км², з яких 10,31 км² — суходіл та 0,24 км² — водойми.

## Демографія
Згідно з переписом 2010 року, у переписній місцевості мешкали 11 253 особи в 4170 домогосподарствах у складі 2956 родин. Густота населення становила 1066 осіб/км².  Було 4421 помешкання (419/км²).
Расовий склад населення:
| - 68,4 % — білих - 15,8 % — азіатів - 9,3 % — чорних або афроамериканців - 0,3 % — корінних американців - 2,0 % — осіб інших рас |

До двох чи більше рас належало 4,2 %. Частка іспаномовних становила 7,2 % від усіх жителів.
За віковим діапазоном населення розподілялося таким чином: 29,4 % — особи молодші 18 років, 56,9 % — особи у віці 18—64 років, 13,7 % — особи у віці 65 років та старші. Медіана віку мешканця становила 37,6 року. На 100 осіб жіночої статі у переписній місцевості припадало 89,3 чоловіків;  на 100 жінок у віці від 18 років та старших — 84,4 чоловіків також старших 18 років.
Середній дохід на одне домашнє господарство  становив 157 938 доларів США (медіана — 116 545), а середній дохід на одну сім'ю — 193 668 доларів (медіана — 166 915). Медіана доходів становила 101 051 долар для чоловіків та 61 005 доларів для жінок. За межею бідності перебувало 5,0 % осіб, у тому числі 5,1 % дітей у віці до 18 років та 3,6 % осіб у віці 65 років та старших.
Цивільне працевлаштоване населення становило 6028 осіб. Основні галузі зайнятості: науковці, спеціалісти, менеджери — 27,4 %, освіта, охорона здоров'я та соціальна допомога — 18,3 %, фінанси, страхування та нерухомість — 8,7 %, публічна адміністрація — 7,8 %.